# Селдови
Селдови (Clupeidae) е семейство риби от разред Селдоподобни (Clupeiformes). В това число влизат херингите, сарделата, карагьозът и други риби, които се използват за храна от човека. В България се срещат 9 вида от 5 рода.

## Физическа характеристика
Тялото е продълговато и странично сплеснато, сребристо на цвят. Размерите им варират от 2 до 75 см, но рядко надхвърлят 45 см. Покрито е с едри циклоидни люспи, като липсва странична линия или е развита до петата люспа зад главата. Притежават сравнително малка гръбна перка разположена централно на тялото. Опашната перка е силно врязана. Имат малки зъби или изобщо липсват. Хрилното капаче се състои от 4 кости, хрилните тичинки са многобройни, дълги и тънки.

## Разпространение
Разпространени са космополитно. Повечето видове са морски, обитават всички морета и океани, но видовито разнообразие е концентрирано в тропичните води. Сравнително малко видове са сладководни и проходни.

## Класификация
Същестуват различия в броя на родовете и видовете посочвани от различни учени. Броя варира от 50 рода и 150 вида до 66 рода и 216 вида.
- Подсем. Alosinae[4]
  - род Alosa – Скумрии
  - род Brevoortia
  - род Caspialosa
  - род Ethmalosa
  - род Ethmidium
  - род Gudusia
  - род Hilsa
  - род Tenualosa

- подсемейство Clupeinae
  - род Amblygaster
  - род Clupea
  - род Clupeonella – Езерни цаци
  - род Escualosa
  - род Harengula
  - род Herklotsichthys
  - род Lile
  - род Opisthonema

- подсемейство Dorosomatinae
  - род Anodontostoma
  - род Clupanodon
  - род Dorosoma
  - род Gonialosa
  - род Konosirus
  - род Nematalosa

- подсемейство Dussumieriinae
  - род Dayella
  - род Dussumieria
  - род Etrumeus
  - род Gilchristella
  - род Jenkinsia
  - род Luisiella
  - род Sauvagella
  - род Spratelloides
  - род Spratellomorpha

- подсемейство Pellonulinae
  - род Clupeichthys
  - род Clupeoides
  - род Congothrissa
  - род Corica
  - род Cynothrissa
  - род Ehirava
  - род Hyperlophus
  - род †Knightia – изчезнал
  - род Laeviscutella
  - род Limnothrissa
  - род Microthrissa
  - род Odaxothrissa
  - род Pellonula
  - род Poecilothrissa
  - род Potamalosa
  - род Potamothrissa
  - род Stalothrissa

- некласифицирани родове
  - род †Chasmoclupea – изчезнал
  - род Erichalcis
  - род Nannothrissa
  - род Neoopisthopterus
  - род Platanichthys
  - род Ramnogaster
  - род Rhinosardinia
  - род Sardina – Сардели
  - род Sardinella – Сардини
  - род Sardinops
  - род Sierrathrissa
  - род Sprattus – Трицони (Цаци)
  - род Stolothrissa
  - род Strangomera
  - род Thrattidion

## Стопанско значение
Изключително голямо значение на някои видове от семейството в глобален мащаб, като обект на промишлен риболов. Използват се за храна, масло и др.
С най-голямо стопанско значение са:
- Атлантическа херинга (Селда) – Clupea harengus – обект на промишлен риболов от световно значение
  - Балтийска херинга – Clupea harengus membras
- Тихоокеанска херинга – Clupea pallasii
- Европейска сардела – Sardina pilchardus
- Brevoortia tyrannus